# 玉利祐樹
玉利 祐樹（たまり ゆうき）は、日本の心理学者（社会心理学・計量心理学・消費者行動・行動意思決定論）。博士（文学）（早稲田大学・2013年）。静岡県立大学経営情報学部講師・大学院経営情報イノベーション研究科講師。
東京大学医学部附属病院放射線科特任助教などを歴任。

## 来歴

### 生い立ち
早稲田大学第一文学部総合人文学科心理学専修にて学んだ。2007年3月に早稲田大学卒業、卒業後は、早稲田大学大学院文学研究科人文科学専攻心理学コースにて学んだ。2009年3月、早稲田大学大学院修士課程修了。なお、大学院在学中に、早稲田大学文学学術院教授・竹村和久の指導のもと、、博士論文「潜在意味解析モデルによる言語プロトコルと描画を用いた消費者の選好分析」を完成させた。2013年5月、早稲田大学大学院博士後期課程修了に伴い、博士（文学）の学位を取得。

### 研究者として
大学院修了後は、2014年4月から東京大学医学部附属病院放射線科特任助教に就任。2017年4月1日、静岡県立大学経営情報学部講師に就任、主として経営情報学科の経営コースの講義を担当した。なお、静岡県立大学大学院経営情報イノベーション研究科講師を兼務、主として経営情報イノベーション専攻の経営系の講義を担当した。

## 研究
専門は心理学。特に、社会心理学・計量心理学・消費者行動・行動意思決定論を中心に研究する。具体的には、行動意思決定論の視点に基づき、状況依存的であるヒトの選択行動を統一的に説明し得るような、意思決定の数理モデルを研究した。その一環として、意思決定のモデルを開発するとともに、そのモデルがどこまで適用可能なのかについて研究した。たとえば、自然言語や描画を利用する計量モデルを用いた選好解析の研究に取り組んだ。また、行動評価や心理評価に資するため、調査や実験のデザインなども含む包括的な解析システムの開発にも従事した。
日本消費者行動研究学会・日本広告学会・日本心理学会・日本社会心理学会・日本行動計量学会・日本感性工学会に所属。

## 略歴
- 2007年 - 早稲田大学第一文学部卒業。
- 2009年 - 早稲田大学大学院文学研究科修士課程修了。
- 2013年 - 早稲田大学大学院文学研究科博士後期課程修了。
- 2014年 - 東京大学医学部附属病院放射線科特任助教。
- 2017年 - 静岡県立大学経営情報学部講師。
- 2017年 - 静岡県立大学大学院経営情報イノベーション研究科講師。